# Günter Hellwing
Günter Hellwing (* 29. März 1914 in Vormholz; † 22. April 1996 in Mülheim an der Ruhr) war ein deutscher Polizist und Politiker der SPD.
Während des Zweiten Weltkrieges war er Hauptsturmführer der SS und gehörte dem SS-Sicherheitsdienst an. Zudem war er auch der Leiter der „Staatspolizeistelle“ der Gestapo im französischen Marseille und an den 1943 stattfindenden Razzien (Rafle de Marseille) und der weitgehenden Zerstörung der Altstadt, der Vertreibung und Verhaftung ihrer Bewohner sowie der Deportation jüdischer Menschen in die Vernichtungslager beteiligt.
Nach dem Krieg trat Hellwing in die SPD ein und wurde Leiter der Kriminalpolizei in Mülheim an der Ruhr. Innerhalb der SPD stieg er zunächst in den Landesvorstand auf, wurde unter anderem auch Landtagsabgeordneter NRW in Düsseldorf und gelangte schließlich 1958 in den Bundesvorstand der Partei.

## Schule und Ausbildung
Nach dem Besuch der Volksschule und des Gymnasiums absolvierte er eine Lehre als Bergmann bei der Hibernia-Bergwerks AG, um dann von 1934 bis 1935 eine Ausbildung zum Kaufmann aufzunehmen. Im Jahre 1933 wurde er Mitglied in der Hitler-Jugend, die er aber 1935 wieder aufgeben musste, weil er in der zweiten Jahreshälfte von 1935 bis 1938 einen Dienst in der Wehrmacht antrat.

## Wirken

### Kriminal- und Sicherheitspolizei, SS und SD
Nach der Militärzeit begann er in Recklinghausen 1938 bei der Kriminalpolizei als Kriminalkommissar-Anwärter. Am 18. November 1938 beantragte er die Aufnahme in die NSDAP und wurde rückwirkend zum 1. November desselben Jahres aufgenommen (Mitgliedsnummer 7.023.387). Mit dem Beginn des Zweiten Weltkriegs musste er noch einmal kurz zur Wehrmacht einrücken. Danach besuchte er die Führerschule der Sipo und des SD in Berlin-Charlottenburg, die eng mit dem RSHA verbunden war. Gegen Ende 1939 wurde er Kriminalkommissar und in die SS übernommen (SS-Nummer 422.330). Im folgenden Jahr wurde er Angehöriger des Sicherheitsdienstes (SD) der SS.

### Leiter der Kripo in Bottrop und Kriegsende
Im Zeitraum von 1943 bis 1944 leitete er als Chef der Gestapo in Marseille die Staatspolizeileitstelle Marseille. Inzwischen war er zum SS-Hauptsturmführer befördert worden. Danach kam er nach Bottrop und übernahm dort die Leitung der Kriminalpolizei. Im März 1945 erhielt er angeblich den Befehl, fünf sowjetische Kriegsgefangene einer Exekution zuzuführen, denen Plünderung vorgeworfen wurde.
Ein dreiköpfiges Kommando, welches er aus seinen Kriminalbeamten zusammenstellte, erschoss vier der fünf Sowjetbürger am Parkfriedhof in Bottrop. Den fünften erschossen die Beamten auf der Flucht. Alle fünf Leichen wurden in einen benachbarten Bombentrichter geworfen und mit Material zugeschüttet. Mit der Kapitulation des NS-Regimes endete vorläufig auch sein Polizeidienst. Im Jahre 1947 nahm die Staatsanwaltschaft in Essen erstmals Ermittlungen gegen ihn auf, weil er am Ende des Krieges auch einen deutschen Maurer erschossen hatte.

### Erste Ermittlungen und Verurteilung zu zwei Jahren Haft
Diese Ermittlungen wurden aber im Mai 1949 ohne Folgen für ihn eingestellt. Doch schon nahm die Kriminalpolizei in Münster Ermittlungen auf, die den Tod der fünf Sowjetbürger betrafen. Dieses Verfahren wurde schließlich an die britische Militärregierung abgetreten. Hellwing bestätigte den Tathergang, gab aber an, den Befehl vom Chef der Sicherheitspolizei (SiPo) in Bottrop erhalten zu haben. Am 28. Februar 1949 wurde Hellwing wegen Anstiftung zum Totschlag durch das Militärgericht in Iserlohn rechtskräftig zu zwei Jahren Haft verurteilt, die er auch absitzen musste.

### Wiederaufnahme in die Kripo
Seine Verurteilung führte zu einem Eintrag in das Strafregister beim Oberstaatsanwalt in Essen. Im Jahre 1950 wurde er in Bottrop Mitglied der SPD. Bei der Stadtpolizei Gelsenkirchen bewarb er sich gegen Ende 1952 / Anfang 1953 um eine Wiederaufnahme in die Kriminalpolizei. Dieses Verfahren zog sich von Januar 1953 bis zum 24. November 1953 hin. Danach konnte Hellwing wieder als Kriminalkommissar arbeiten. Mitglied der Gewerkschaft der Polizei wurde er 1953. Im gleichen Jahr wurde er Stadtrat in Bottrop, und dieses Mandat hatte er bis 1959 inne.

### Todesurteil in Frankreich
Ein Militärgericht in Marseille verurteilte ihn am 1. Februar 1954 wegen seiner Verbrechen als Chef der Gestapo in Marseille zum Tode. Von seinen Unterstützern wurde die Verurteilung als Organisationsdelikt aufgefasst, wobei ein Nachweis einer persönlichen Schuld fehlte. Somit hatte dieses Urteil keine Folgen für Hellwing.

### Landtag und Chef der Kripo Mülheim
In den Landes- und Bundesvorstand der SPD rückte er 1958 auf. Vorher hatte er 1957 bis 1958 im Landtag von Nordrhein-Westfalen ein Mandat. Über seinen Anwalt hatte er 1956 seinen Eintrag im Strafregister löschen lassen. Inzwischen war jedoch die Fachabteilung der Polizei in der Gewerkschaft Öffentliche Dienste, Transport und Verkehr auf ihn aufmerksam geworden und hatte eine Warnung vor ihm abgegeben. Trotzdem war er ohne Einspruch des sozialdemokratischen Innenministers Hubert Biernat zum Kriminalhauptkommissar befördert worden.
Vor 1958 wurde er zum Leiter der Kriminalpolizei in Mülheim ernannt. Im Jahre 1959 nahm der Oberstaatsanwalt in Essen erneut die Ermittlungen wegen der Erschießung der fünf Russen auf, stellte 1960 das Verfahren allerdings ein. Im Jahre 1961 endete die Laufbahn des Polizeibeamten abrupt: Hatte er es noch einmal im Oktober 1961 geschafft, über die eine Reserveposition der Landtagsliste der SPD in den Landtag zu kommen, so versetzte ihn der neue Innenminister Josef Hermann Dufhues, CDU, in den Ruhestand. Auch sein Landtagsmandat endete im Juli 1962.
Hellwing war stellvertretender Stadtverbandsvorsitzender der SPD Bottrop in den Jahren von 1955 bis 1956 und von 1958 bis 1961 und Mitglied im Rat der Stadt Bottrop.

## Belege
1. ↑  Nach  Leiter einer „Sektion 4“ von Gestapo-SD. Die Organisationsbezeichnungen und -zugehörigkeiten der Deutschen in Marseille variieren, einmal wegen des Kompetenzwirrwars der Besatzer vor Ort, zweitens durch gezielte Manipulationen nach 1945, um schwieriger auffindbar zu sein. Weitere einschlägige Bezeichnungen für Recherchen sind Sipo oder SS, beides in Kurz- und Langform; auch Schutzpolizei. Zahlenangaben: nach Rajsfus und Dray 1500 bis 1600 zerstörte Wohnungen, es ist bekannt, dass diese dicht belegt waren; 2000 Juden in Todeszügen Richtung Vernichtungslager; 6000 Verhaftungen im ganzen; 30.000 aus dem Viertel „Vertriebene“ nach Dray bzw. 40.000 während der Rafle „Kontollierte“ nach Rajsfus, der sich auf staatliche französische Quellen beruft (Prefecture untere Rhône), aber neun Jahre vor Dray schrieb.
2. ↑  Bundesarchiv R 9361-IX KARTEI/14671278
3. ↑  Da er als vorbestraft galt, hätte er nach der Rechtslage, Artikel 131 des Grundgesetzes, nicht Beamter werden dürfen
4. ↑  Urteil siehe Weblinks
5. ↑  das war die damalige Bezeichnung eines heutigen Unterbezirks

| Personendaten    | Personendaten                            |
| ---------------- | ---------------------------------------- |
| NAME             | Hellwing, Günter                         |
| KURZBESCHREIBUNG | deutscher Politiker (SPD), MdL, Polizist |
| GEBURTSDATUM     | 29. März 1914                            |
| GEBURTSORT       | Vormholz                                 |
| STERBEDATUM      | 22. April 1996                           |
| STERBEORT        | Mülheim an der Ruhr                      |